# Liliane Sprécher
Liliane Sprécher (née Miannay, épouse Lazare), née le 20 mai 1926 à Amiens et morte le 2 avril 2019 à Paris, est une athlète française.

## Biographie
Liliane Sprécher est sacrée championne de France du 60 mètres en 1945 et en 1952 et du 200 mètres en 1948.
Elle participe aux Jeux olympiques d'été de 1948 à Londres, où elle est éliminée en séries du 200 mètres et du relais 4 × 100 mètres.